# Louis-Pierre Baltard

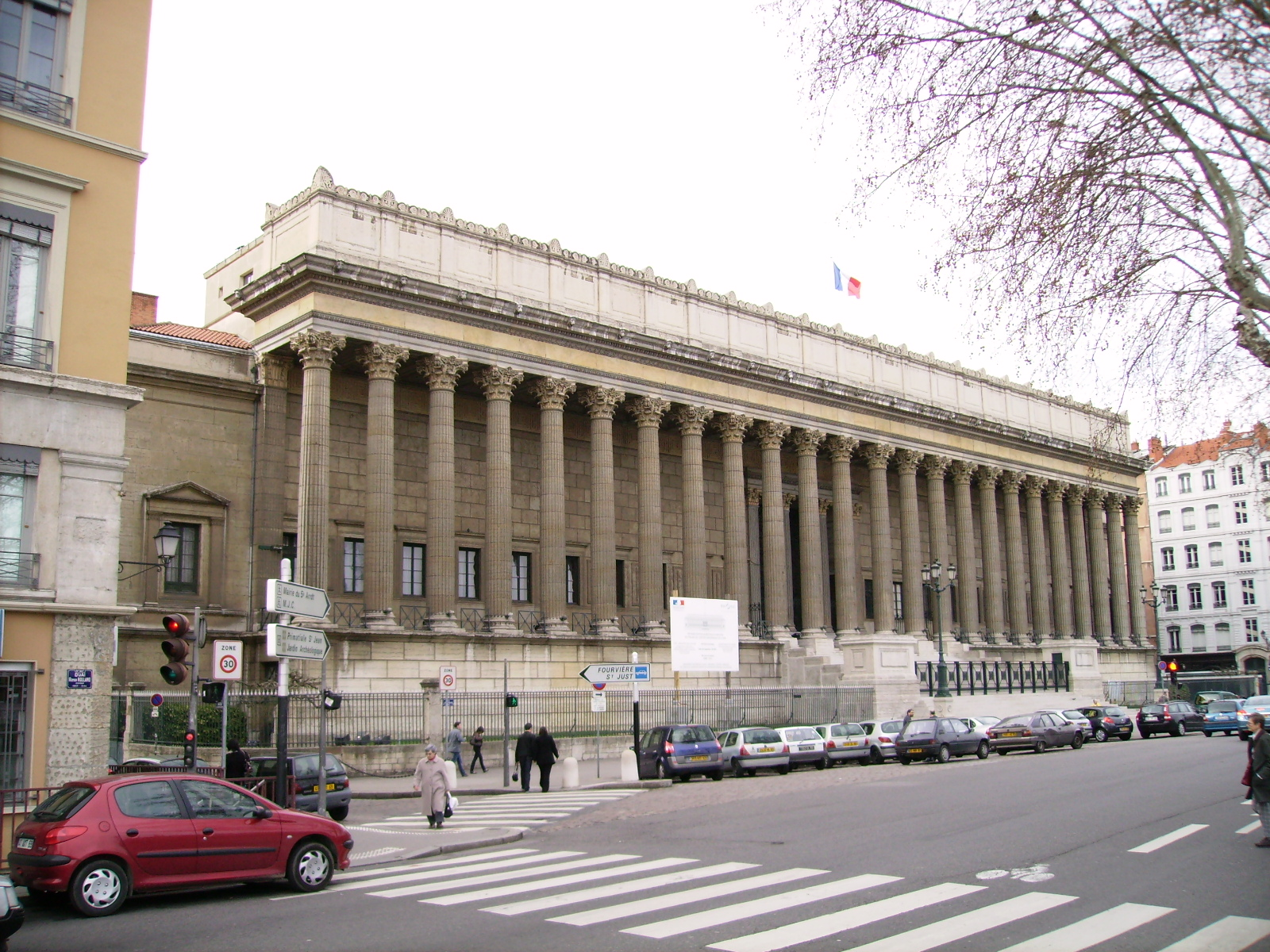
Palácio de Justiça, Lyon

Louis-Pierre Baltard (Paris, 9 de julho de 1764 — 22 de janeiro 1846) foi um arquiteto e gravurista francês.
Formou-se inicialmente como pintor, tendo mais tarde, numa viagem a Itália, ganho interesse pela arquitetura, tornando-se um expoente do estilo neoclássico  na França napoleónica.
Publica vários conjuntos de gravuras e a partir de 1835 concretiza aquela que seria a sua principal obra: o Palácio da Justiça em Lyon. Tal obra, com o seu imponente pórtico coríntio, constitui expressão do estilo Império tardio e, com a severa aproximação ao estilo clássico, inclui-se no gosto académico decretado por Antoine Chrysostome Quatremère de Quincy, secretário da Académie des Beaux-Arts por mais de vinte anos.
A sua paixão por viagens de estudo e descobertas conduzi-lo-ia ao mundo alpino. Em 1806 realiza a obra Lettres, ou Voyage pittoresque dans les Alpes, en passant par la route de Lyon et le Mont-Cenis ; suivi d'un Recueil de vues des monumens antiques de Rome. No verão de 1837, publicaria o Journal descriptif et croquis de vues pittoresques faits dans un voyage en Savoie du 10 au 21 août 1837 que mais tarde foi republicado pela Société savoissienne d'histoire et d'archeologie. A obra oferece uma ampla descrição dos lugares naturais e costumes locais dos Alpes.